# Inori
Inori (Adorazioni), per uno o due solisti con orchestra, è una composizione di Karlheinz Stockhausen scritta nel 1973-74 (Nr. 38 nel catalogo delle opere del compositore). Sebbene sia concepita per una formazione orchestrale di 89 elementi, può essere, in alternativa, eseguita anche con un ensemble di 33 elementi.

## Storia
Inori è un'opera meditativa. La parola inori (祈 り), infatti, in giapponese significa "preghiera, invocazione, adorazione". È indicata in partitura come Anbetungen, che significa, appunto, adorazione.
(Robin Maconie)
 La parte solista è composta come una melodia ed è teoricamente eseguibile da uno strumento melodico, tuttavia la relazione tra il gesto solista e la risposta dell'orchestra è autosufficiente al punto che la melodia solista può essere interpretata in silenzio da un mimo danzatore, impiegando un vocabolario di gesti tratti da una varietà di pratiche religiose. L'interesse di Stockhausen verso i gesti coreografici di preghiera, in particolare i mudra dell'India, nasce dalla collaborazione con la ballerina e coreografa australiana Philippa Cullen che trascorse un po' di tempo in Germania lavorando con Stockhausen nel 1973.
In Inori  Stockhausen ha reinventato il linguaggio dei segni della preghiera sulla base di scale cromatiche di gesti di preghiera, andando a creare una sorta di musica corporea. Sebbene la partitura specifichi che la parte solista può essere eseguita in molti modi, incluso qualsiasi tipo di strumento melodico, fino ad oggi questa è sempre stata eseguita da mimi, utilizzando una serie di gesti di preghiera. Poiché il pubblico alle prime esibizioni percepiva erroneamente che il solista stesse improvvisando sulla musica, Stockhausen decise di aggiungerne un altro in simultanea per rendere chiaro che i gesti erano composti e prestabiliti.
È stata eseguita in prima assoluta il 18 ottobre 1974 per il Donaueschingen Festival, mentre la prima italiana si è tenuta presso il Teatro comunale di Bologna il 13 novembre 1976 con lo stesso Stockhausen in veste di direttore e con Peter Eötvös come maestro collaboratore.

## Struttura
Stockhausen scrisse Inori utilizzando una tecnica compositiva da lui definita come formula, ossia una struttura melodico-ritmica da cui derivano, come un'ossatura dell'intera composizione, le caratteristiche principali dell'opera. Questa formula melodica è divisa in cinque segmenti, formando una sequenza 
che parte dal ritmo puro [...] attraversa la dinamica, la melodia e l'armonia, fino ad arrivare alla polifonia: - quindi, una progressione che parte dall'origine primitiva della musica e arriva a una condizione di puro intelletto. L'intero lavoro è una proiezione di questa formula su una durata di circa 70 minuti.
Stockhausen stesso, infatti, riferendosi ad Inori ebbe modo di affermare che:
l'intero lavoro si sviluppa come una sorta di storia della musica, dagli albori fino al presente.

La formula usata come matrice, che nella sua forma originaria ha la durata di circa un minuto, è composta da 15 note, che sono
suddivise in 5 frasi rispettivamente di 5, 3, 2, 1 e 4 altezze. Trasferite nella forma su larga scala, queste 5 frasi producono le 5 sezioni principali del lavoro. Ogni frase consiste [...] di tre parti: melodia, eco e pausa; nella forma su larga scala questi diventano genesi + evoluzione (= esposizione + sviluppo) - eco - pausa. Gli echi sono passaggi statistici molto morbidi e le pause parti scarnamente accompagnate dedicate agli assoli per il mimo. Le durate della melodia, misurate in semiminime, vengono convertite in minuti per fornire le lunghezze delle divisioni e suddivisioni formali.
La più importante delle 15 altezze è il Sol5, sopra il Do centrale, che corrisponde al tempo 71 Bpm (il tempo del battito cardiaco nella teoria musicale medievale), al gesto della mano posizionato sopra il cuore e alla sillaba "HU", che rappresenta il nome divino.
In aggiunta a queste cinque sezioni, c'è, così come definito dallo stesso Stockhausen: «un momento trascendentale non misurato».
Stockhausen ha anche composto un'introduzione a Inori, Vortrag über HU (Conferenza su HU), Nr. 38½, analisi musicata dell'opera dalla durata di un'ora, per l'esecuzione di un cantante.